# Pseudosciurus
Pseudosciurus è un genere di mammiferi roditori estinti, appartenenti ai teridomioidi. Visse tra l'Oligocene inferiore e l'Oligocene superiore (circa 33 – 28 milioni di anni fa) e i suoi resti fossili sono stati ritrovati in Europa. 

## Descrizione

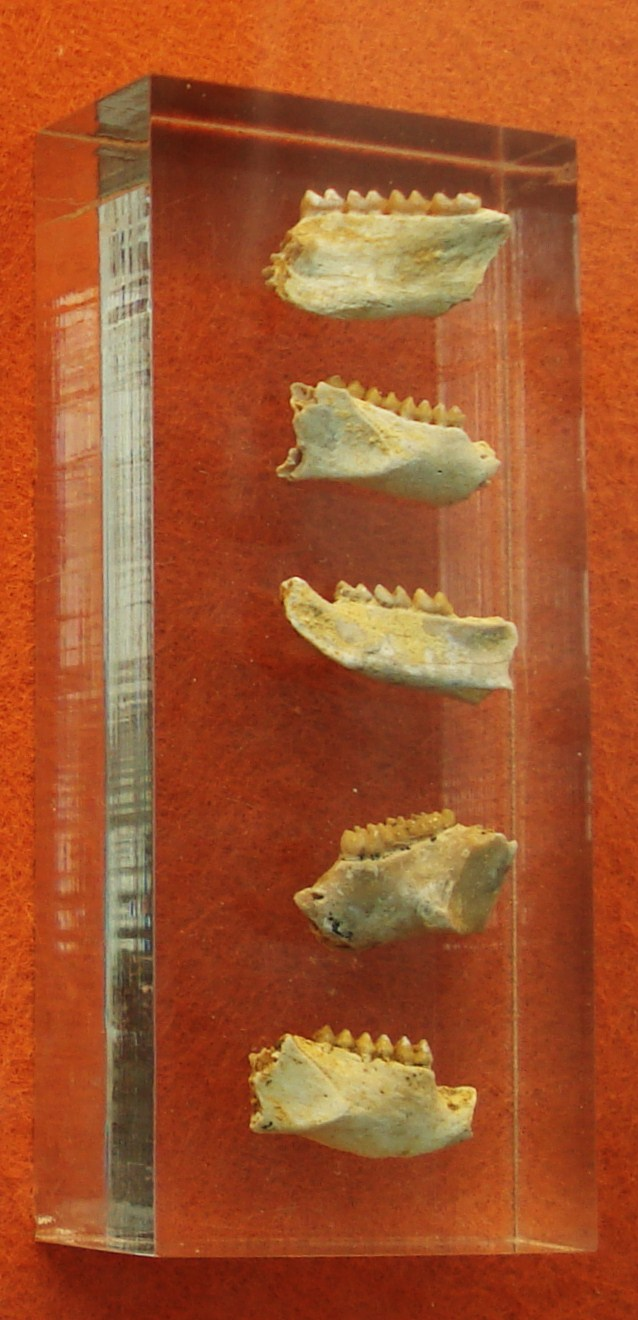
Mandibole di Pseudosciurus suevicus

Questo animale doveva essere di aspetto simile a un odierno scoiattolo. Le caratteristiche craniche e dentarie, tuttavia, indicano che non era strettamente imparentato con gli odierni sciuridi, ovvero gli scoiattoli. Pseudosciurus era caratterizzato da un palato largo e rettangolare. I molari erano a corona bassa, generalmente bunodonti o bunolofodonti. I molari superiori erano dotati di tubercoli che andavano a formare strutture a mezzaluna; il mesostilo era separato, il metaconulo ben definito e situato dietro la cresta che univa il metacono e lo pseudipocono. I molari inferiori erano dotati di mesoconide, di cresta trasversa posteriore e di una costa posteriore del trigonide interrotta, sostituita da una nuova cresta trasversale anteriore. Parte del muscolo massetere passava attraverso il largo canale infraorbitale, una condizione più avanzata rispetto a quella dei roditori arcaici come i protrogomorfi.

## Classificazione
Il genere Pseudosciurus venne descritto per la prima volta nel 1856 da Hensel, sulla base di resti fossili ritrovati in Germania meridionale in terreni dell'Oligocene inferiore; la specie tipo (e la più conosciuta) è Pseudosciurus suevicus. A questo genere sono state attribuite altre specie, come P. fissurae, molto più recente.
Pseudosciurus è il genere eponimo degli Pseudosciuridae, un gruppo di roditori dalle caratteristiche affini agli scoiattoli ma in realtà ben più primitivi, appartenenti al gruppo estinto dei Theridomyoidea. 